# Драгољуб (алманах)
Драгољуб (алманах) је објављен у две књиге, 1845. и 1846. године у Пешти. То је први српски алманах намењен женама.

## Издавач
Издавач и уредник овог забавника без календара био је Теодор Павловић (1804-1854), један од најзначајнијих новинара 30-тих и 40-тих година 19. века. Био је уредник и Сербских народних новина и Сербског народног листа.

## Основне информације
Прва свеска алманаха посвећена је родољубивим осниватељкама, а посебно "племенитој Србкињи Анастасији Нако", уз објаву Сонета благородној госпоји Анастасији от Нако у коме се велича њено родољубље, а друга свеска је посвећена Марији Меден. Свеске алманаха су обимне (преко 300 страна) са бројним прозним и песничким прилозима. 
Уредник алманаха се залаже за просвећивање српске жене у националном духу на народној поезији и на продуктима српске уметничке литературе. У поезији, као најобимнијој области књижевности у алманаху ишчезава класицистички манир, и прилаже се модерна поезија, прожета националним духом и написана у народном стиху. 

## Сарадници
Сарадници Драгољуба су били неки истакнути писци тог доба: Сима Милутиновић, Јован Суботић и Никола Боројевић, као и мање познати Василије Суботић, Д. Михаиловић, Георгије Стефановић, и др. Потписују се и илирски писци Станко Враз, Петар Прерадовић и Драгојла Јарневић.
Драгољуб је имао широку материјалну подршку, од оснивачица и других жена и претплатника широм Србије, као и истакнутих јавних личности. 